# Кубок північноірландської ліги з футболу 2015—2016
Кубок північноірландської ліги 2015–2016 (англ. JBE League Cup) — 30-й розіграш Кубка північноірландської ліги. У кубку взяли участь клуби Прем'єр-ліги, 1-го і 2-го Чемпіоншипів Футбольної ліги Північної Ірландії. Перемогу вп'яте в історії здобув Кліфтонвілль, який у фіналі переміг Ардс, клуб із 1-го Чемпіоншипу Футбольної ліги Північної Ірландії.

## Перший раунд
Жеребкування відбулось 6 серпня 2015 року.
| Команда 1              | Рахунок | Команда 2                 |
| ---------------------- | ------- | ------------------------- |
| 18 серпня 2015         |         |                           |
| Бенбрідж Таун (3)      | 3:1     | Армаг Сіті (2)            |
| Портстюарт (3)         | 0:3     | Нокбреда (2)              |
| Квінз Юніверсіті (3)   | 1:7     | Спорт-енд-Леже Свіфтс (3) |
| Тобермор Юнайтед (3)   | 0:2     | Ньюінгтон Юз (3)          |
| Балліклейр Комрадс (2) | 2:1     | Вейкгерст (3)             |
| Гліб Рейнджерс (3)     | 1:0     | Коа Юнайтед (3)           |
| Ларн (2)               | 3:1     | Лофгол (2)                |
| Мойола Парк (3)        | 2:0     | Доунгал Селтік (2)        |

## Другий раунд
Жеребкування відбулось 22 серпня 2015 року. З цього раунду до турніру долучаються клуби Прем'єр-ліги та 8 найкращих команд 1-го Чемпіоншипу Футбольної ліги Північної Ірландії.
| Команда 1              | Рахунок         | Команда 2                     |
| ---------------------- | --------------- | ----------------------------- |
| 1 вересня 2015         |                 |                               |
| Баллінамаллард Юнайтед | 5:0             | Бенбрідж Таун (3)             |
| Каррік Рейнджерс       | 1:1 дч пен. 5:4 | Лурган Селтік (2)             |
| Колрейн                | 3:1             | Балліклейр Комрадс (2)        |
| Крузейдерс             | 3:1             | Нокбреда (2)                  |
| Дергв'ю (2)            | 1:2             | Ардс (2)                      |
| Доллінгстоун (3)       | 0:4             | Харленд-енд-Вульф Велдерс (2) |
| Гленторан              | 1:0             | ПСНІ (3)                      |
| Інститут (2)           | 5:2             | Спорт-енд-Леже Свіфтс (3)     |
| Ларн (2)               | 1:4 дч          | Портадаун                     |
| Лімаваді Юнайтед (3)   | 2:1             | Бангор (2)                    |
| Лінфілд (Белфаст)      | 5:0             | Гліб Рейнджерс (3)            |
| Мойола Парк (3)        | 1:4 дч          | Балліміна Юнайтед             |
| 2 вересня 2015         |                 |                               |
| Кліфтонвілль           | 2:1             | Дандела (3)                   |
| Ньюінгтон Юз (3)       | 0:3             | Данганнон Свіфтс              |
| Ворренпойнт Таун       | 5:1             | Лісберн Дістіллері (2)        |
| 15 вересня 2015        |                 |                               |
| Гленавон               | 3:3 дч пен. 2:3 | Енней Юнайтед (2)             |

## Третій раунд
Жеребкування відбулось 14 жовтня 2015 року.
| Команда 1            | Рахунок         | Команда 2                     |
| -------------------- | --------------- | ----------------------------- |
| 14 жовтня 2015       |                 |                               |
| Енней Юнайтед (2)    | 0:2             | Ардс (2)                      |
| Колрейн              | 1:1 дч пен. 3:1 | Харленд-енд-Вульф Велдерс (2) |
| Крузейдерс           | 3:4 дч          | Інститут (2)                  |
| Данганнон Свіфтс     | 3:3 дч пен. 3:4 | Кліфтонвілль                  |
| Гленторан            | 3:1             | Каррік Рейнджерс              |
| Лімаваді Юнайтед (3) | 0:1             | Балліміна Юнайтед             |
| Лінфілд (Белфаст)    | 0:1             | Баллінамаллард Юнайтед        |
| Портадаун            | 1:2             | Ворренпойнт Таун              |

## Чвертьфінали
| Команда 1         | Рахунок         | Команда 2              |
| ----------------- | --------------- | ---------------------- |
| 18 листопада 2015 |                 |                        |
| Ардс (2)          | 2:2 дч пен. 7:6 | Баллінамаллард Юнайтед |
| Балліміна Юнайтед | 1:2             | Колрейн                |
| Кліфтонвілль      | 3:2             | Гленторан              |
| Інститут (2)      | 1:2             | Ворренпойнт Таун       |

## Півфінали
Жеребкування проводилось 21 листопада 2015 року.
| Команда 1        | Рахунок         | Команда 2    |
| ---------------- | --------------- | ------------ |
| 15 грудня 2015   |                 |              |
| Ардс (2)         | 2:2 дч пен. 5:3 | Колрейн      |
| Ворренпойнт Таун | 0:1 дч          | Кліфтонвілль |

## Фінал
| 13 лютого 2016 19:30 (CET) |

| Ардс (2) | 0:3      | Кліфтонвілль                          |
| -------- | -------- | ------------------------------------- |
|          | Протокол | М.Доннелі 35' Макдейд 62' Гарретт 83' |

| Солітьюд, Белфаст Арбітр: Ендрю Дейві |